# 洪申豪
洪申豪（1982年9月3日—），台灣獨立音樂歌手。2001年與朋友組了一隅之秋，並擔任主唱，一隅之秋最後在2005年的10月解散，並在2006年的1月組成透明雜誌，2013年8月成立音樂廠牌『Petit Alp Records』並發行個人首張專輯《Light Coral》。
2014年發行的第二張作品《Bored》。2016年發行的第三張作品《Cancer》。於2016年7月左右，與盧之軒、連震堂、和吳峻宇組成洪申豪Band，並在2016年10月左右確定團名VOOID。
同時擔任『洪申豪 & HBOrchestra』、『VOOID』、的團長和主唱。

## 簡歷
- 1982年9月3日，洪申豪生于台北。
- 2007年，成立『透明雜誌』樂團；
- 2010年，『透明雜誌』發行第一張正式專輯《我們的靈魂樂》。
- 2013年9月，發行個人首張專輯《Light Coral》。
- 2013年，成立『洪申豪 & HBOrchestra』樂團，並於2013年12月14日在台北這牆音樂藝文展演空間舉行首次售票演出。
- 2014年12月，發行個人第二張專輯《Bored》。
- 2015年4月，開展第一次個人作品展，「Trompe le Monde 〜洪申豪 畫展〜」
- 2016年7月，推出個人第三張專輯，《CANCER》
- 2017年3月，於大港開唱受訪時表示已離開透明雜誌。
- 2020年，透明雜誌復出。

## 音樂作品

### 专辑
- 2013年：《Light Coral》
- 2014年：《Bored》
- 2016年：《Cancer》